# Ficimia streckeri
Ficimia streckeri (техаська гачконоса змія) — вид змій родини полозових (Colubridae). Мешкає в США і Мексиці. Вид названий на честь американського натураліста Джон Керн Стрекера-молодшого.

## Опис
Довжина техаської гачконосої змії становить 13-28 см, максимальна зареєстрована довжина становить 47,9 см. Забарвлення переважно коричневе або сіре, на спині близько 60 бурих або буро-зелених витягнутих плям або смуг. Нижня частина тіла біла або кремова. Найвизначнішою рисою техаської гачконосої змії є направлений догори кінець морди, схожий на такий у свиноносих змій з роду Heterodon. Однак, на відміну від свиноносих змій, у техаських гачконосих змій гладка спинна луска. Також визначною рисою є розташування щитків на голові. Інтраназальні щитки відсутні, в ростральні відділяють префронтальні і контактують з фронтальними. Спинні луски посередині тіла формують 17 рядів. Вентральних лусок 126-155, субкаудальних 28-41. 

## Поширення і екологія
Техаські гачконосі змії мешкають на півдні Техасу та на північному сході Мексики, в штатах Тамауліпас, Нуево-Леон, Ідальго і Пуебла, на сході штату Сан-Луїс-Потосі та на півночі Веракруса. Вони живуть в сухих чагарникових і кактусових заростях, в сухих тропічних лісах поблизу водойм, прапляються на плантаціях і в садах, поблизу людських поселень. Зустрічаються на висоті до 1500 м над рівнем моря. Ведуть переважно нічний, риючий спосіб життя. Живляться павуками і багатоніжками. Відкладають яйця.